# 丁宝桢
丁宝桢（1821年5月29日—1886年4月21日），鄉試榜名及譜名瓊選，字稚璜，號穉璜，又號佩之，行三，貴州平远州（今贵州省毕节市织金县）牛场镇人。清朝政治人物，盐业改革者，洋务运动重要成员，官至四川总督。

## 生平
咸丰三年（1853年）以孝廉入選大挑一等，分發浙江試用知縣，同年中进士，选庶吉士。因母丧回籍，适逢遵义杨隆喜起事，主动变卖家产，募集死士八百，組織鄉勇，保卫乡里。守丧结束，正逢苗族、白蓮教反清运动兴起，巡抚蒋霨远奏请将其留军，特旨授编修，增募至四千人，收复平越、独山诸城。
咸丰四年（1854年）至六年（1856年）間參與鎮壓平遠、獨山等地白蓮教和苗族舉事。
咸丰十年（1860年）任湖南岳州知府，次年调任长沙知府。
同治二年（1863年），擢升山東按察使，次年遷任布政使，奉僧格林沁命進攻白蓮教起義軍宋景詩，并参与镇压捻軍。僧格林沁在曹州陣亡后，宝桢受到牵连，得朝廷恩旨以留任。山东巡抚阎敬铭欣赏其才能，于是乞休，举荐丁宝桢接替自己成为巡抚。宝桢因镇压捻军数次被嘉奖，加太子少保。
同治八年（1869年），因慈禧太后的寵宦安德海私自出巡，違反祖制，於是丁寶楨把安德海的違法行為上奏慈安太后，得慈安太后支持後将安德海及其随从全部就地正法于济南，得名于時。
宝桢頗力进洋务运动，光绪元年（1875年）成立山东机器局。 
光绪二年（1876年），宝桢署理四川总督，创设四川机器局。維修都江堰，改革鹽法，籌划西南邊防。但任内也因顾忌后任山东巡抚文格查到自己任内的把柄，因此虽然知道到任前四川发生的“东乡血案”，但并未秉公处理，最后因曾任四川学政的张之洞上奏慈禧重查冤案，最后丁宝桢被控犯渎职包庇罪，交刑部议处，从一品也降为四品。
光绪十二年四月二十一日（1886年4月21日），丁寶楨病逝於任上，享壽六十六歲。追赠太子太保，谥文诚，并在山东、四川、贵州建祠祭祀。

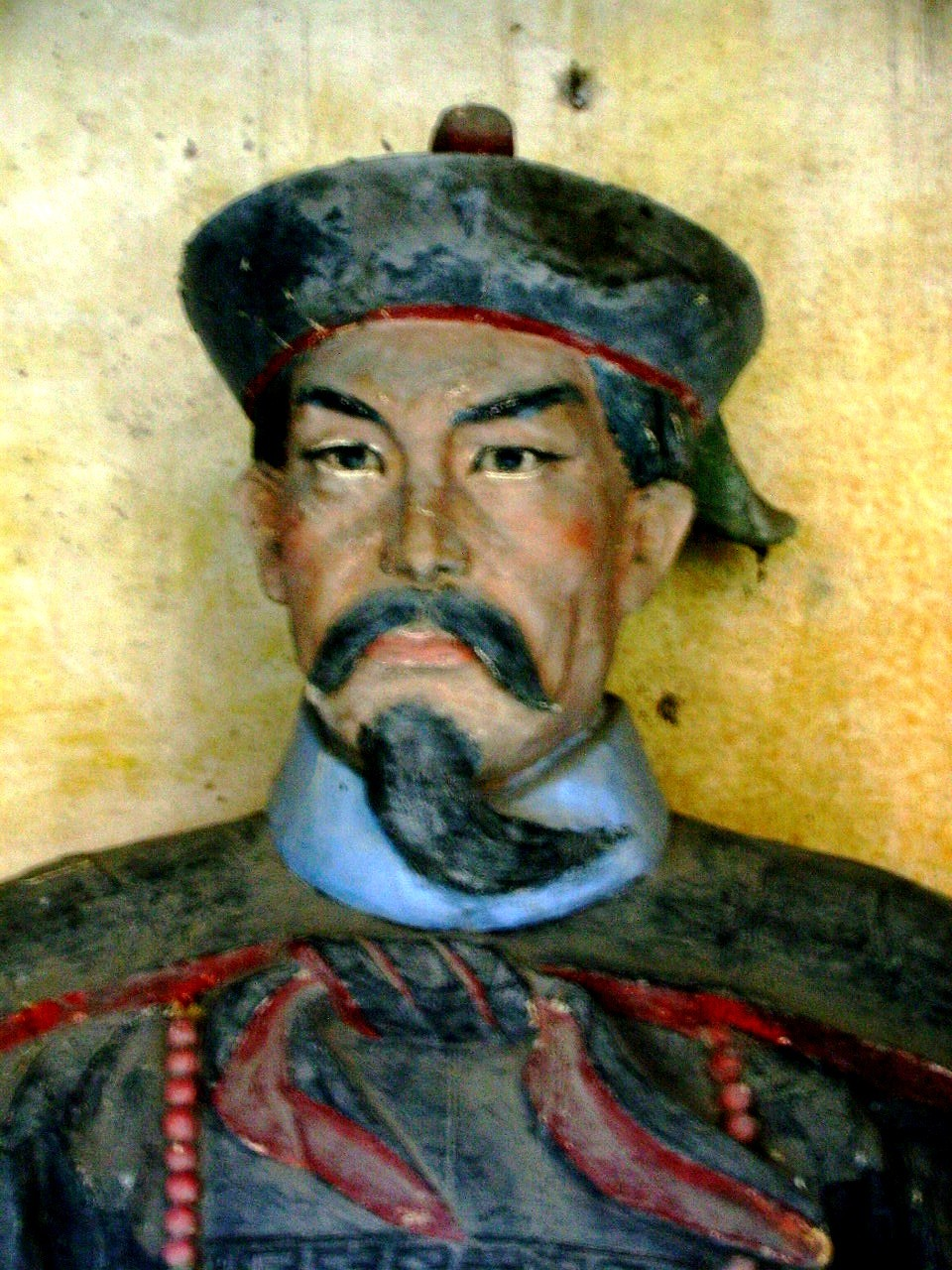
二王庙中的丁宝桢塑像

## 著作
- 《丁文誠公奏稿》

## 其他
傳說川菜中宮保雞丁這道名菜，就是源于丁宝桢在四川任上常吃的家乡菜肴。

## 影视形象
- 1988年中国大陆电视剧《丁宝桢》，4集，高惠彬 饰。
- 2023年中国大陆电视剧《丁宝桢》（又名：民为天之丁宝桢），27集，马少骅 饰。

## 延伸阅读
[在维基数据编辑]
 《清史稿·卷447》，出自趙爾巽《清史稿》
 在维基共享资源阅览影像